# Euriecia
L'euriecìa, in ecologia, è la condizione di adattamento propria di un organismo eurieco (o euriecio), caratterizzato da un'elevata valenza ecologica. Si contrappone al concetto di stenoecia.
Gli organismi eurieci mostrano un'ampia capacità di adattamento a condizioni ambientali variabili e si caratterizzano perciò come specie versatili, più o meno ubiquitarie, talvolta invasive. Occupano areali piuttosto vasti, caratterizzati anche da habitat differenti, e mostrano un potenziale biotico notevole. In condizioni di degrado ambientale, tendono facilmente a sostituire le popolazioni di specie stenoecie che occupano la stessa nicchia ecologica.
Aspetti biologici che favoriscono la condizione di euriecìa sono i seguenti:
- versatilità di adattamento ai fattori ecologici biotici e abiotici;
- dinamica di popolazione basata sulla strategia r;
- elevato potenziale riproduttivo con cicli di tipo polivoltino;
- polifagìa;
- versatilità etologica.